# Martin von Hochmeister
Martin Hochmeister, seit 1813 von Hochmeister (* 19. April 1767 in Hermannstadt; † 9. Januar 1837 ebenda), war ab 1818 Bürgermeister von Hermannstadt.

## Vater Martin Hochmeister
Sein in Hermannstadt lebender Vater Martin Hochmeister (1740–1789) war in Siebenbürgen der erste Buchdrucker und Verleger, hauptsächlich periodischer Schriften. 1784 gründete er den Siebenbürger Boten. 1787 hatte die Stadt ihm den Dicken Turm der Hermannstädter Bastion überlassen, in dem er im folgenden Jahr das erste dortige Theater im Rokokostil einrichtete (heute Philharmonie Thalia-Saal).

## Leben
Martin besuchte mit zwölf Jahren das „Theresianum“ in Waitzen und studierte die Rechte am Lyzeum in Klausenburg. Er trat dann ein ins Gubernium (Provinzregierung) und 1786 in den Hermannstädter Magistrat.
Er war Mitglied der 1767 bis 1790 bestehenden Freimaurerloge St. Andreas zu den drei Seeblättern im Orient in Hermannstadt und verwahrte die Papiere der Loge.

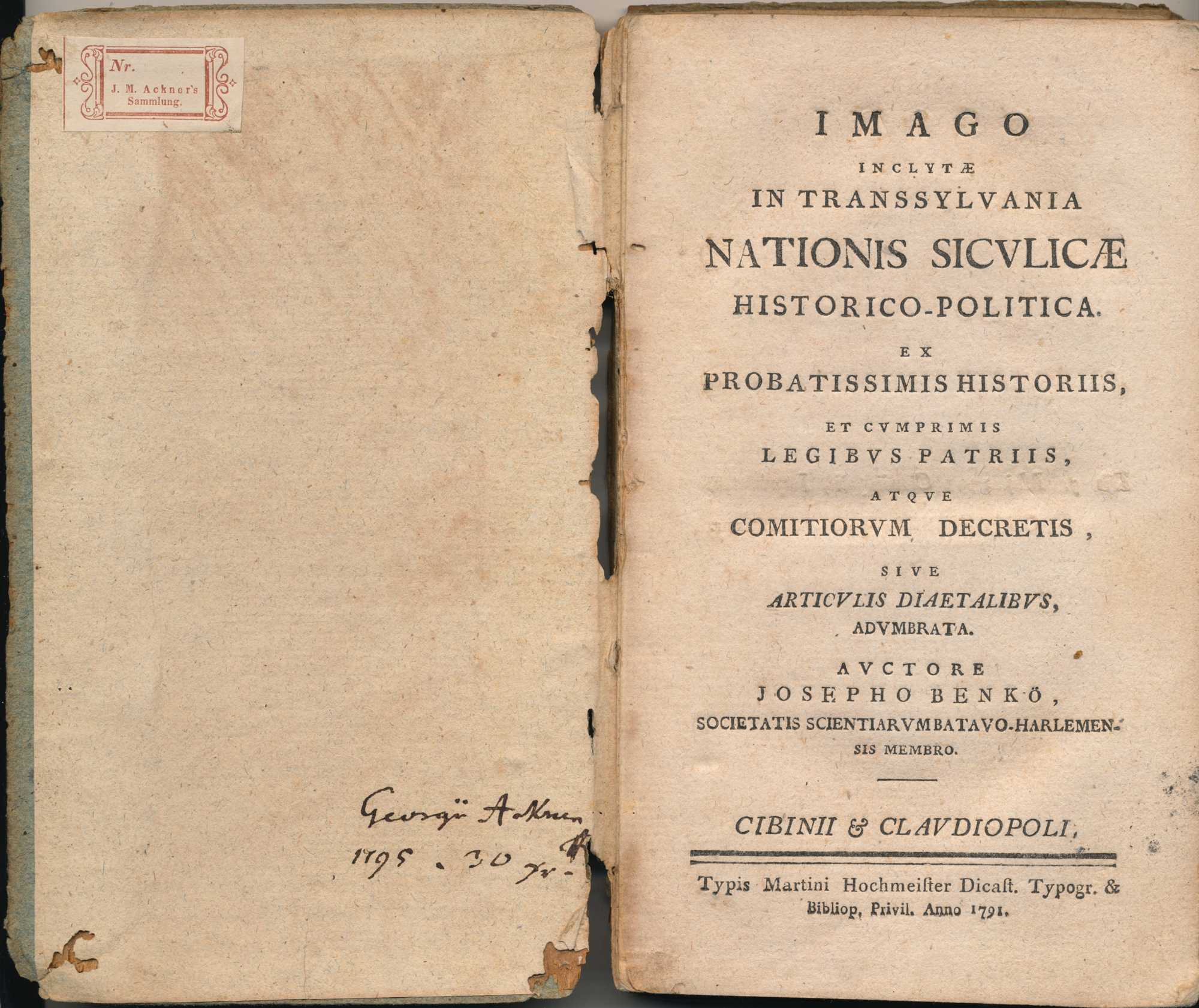
Joseph Benkös Imago Inclytæ In Transsylvania …, herausgegeben 1791 von Martin von Hochmeister

Martin hatte auch den Beruf seines Vaters erlernt und betrieb in seinem Wohnhaus in der Wintergasse (heute Strada Timotei Popovici Nr. 9) seine Druckerei. Er wurde, wie Johann Gött, Wegbereiter der siebenbürgischen Publizistik. Von 1790 bis 1801 gab er die Siebenbürgische Quartalsschrift (die erste wissenschaftliche Zeitschrift Siebenbürgens) und 1805 bis 1824 die Siebenbürgischen Provinzialblätter heraus, in denen sich die Forschung und Landeskunde Siebenbürgens konzentrierte. Den Siebenbürger Boten führte er zeitlebens fort. 1790 gründete er auch in Klausenburg eine Buchhandlung und Druckerei, die er 1809 dem königlichen Lyceum schenkte. Hier gab er seit 1790 die Zeitschrift Erdély-Magyar Hir-Vivő, die spätere Hiradó heraus. Das ausgebrannte Theater renovierte er.
1811 wurde er Stuhlrichter (in Ungarn der Vorsteher eines Gerichtsbezirks). Er genoss das persönliche Vertrauen des Kaisers Franz II., wurde am 9. Juli 1813 in Wien nobilitiert und am 10. Oktober 1817 in Hermannstadt Proconsul und Senator. Er war von 1818 bis 1829 Bürgermeister von Hermannstadt und bekleidete verfassungsgemäß während einer Vakanz 1825 bis 1827 die Würde des Sachsengrafens (Comes der Nationsuniversität).
Am 7. Januar 1819 heiratete er Maria Elisabeth „Elise“ Leonhardt (* 18. Januar 1784 in Rothberg; † 22. April 1830), die bei ihrer Stiefgroßmutter Frau von Baußern (geb. von Hermannsfeld) aufgewachsen war. Am 29. Juli 1820 wurden ihre Tochter Julie Elisabeth († 1902) und 1823 der Sohn Adolf geboren, getauft am 27. Januar 1823. Ein Sohn Eduard wurde am 17. Januar 1826 getauft.
Als er 1829 in den Ruhestand ging, wurde er zum königlichen Rat ernannt.

## Veröffentlichungen
- Der Sächsischen Nation in Siebenbürgen Statuta oder Eigen Land-Recht (Stephanus König). nach 1813
- Anweisung, das Unkraut in Gärten zu verhüten und auf das Unfehlbarste auszurotten. 1826
- Der unfehlbare Raupen-, Insekten- und Würmer-Vertilger: der die neuesten und bewährtesten Mittel, um den Gärten, Plantagen, Wäldern und Feldern schädlichen Insekten und Würmer zu vertreiben und gänzlich zu vertilgen. Gottfried Basse, Quedlinburg und Leipzig 1826